# Echinocereus chloranthus
Echinocereus chloranthus es una especie de planta suculenta perteneciente al género Echinocereus, dentro de la familia Cactaceae. Se distribuye desde el sur de Estados Unidos (concretamente en los estados de Arizona, Nuevo México y Texas) hasta el noreste de México (concretamente en el estado de Chihuahua).

## Descripción

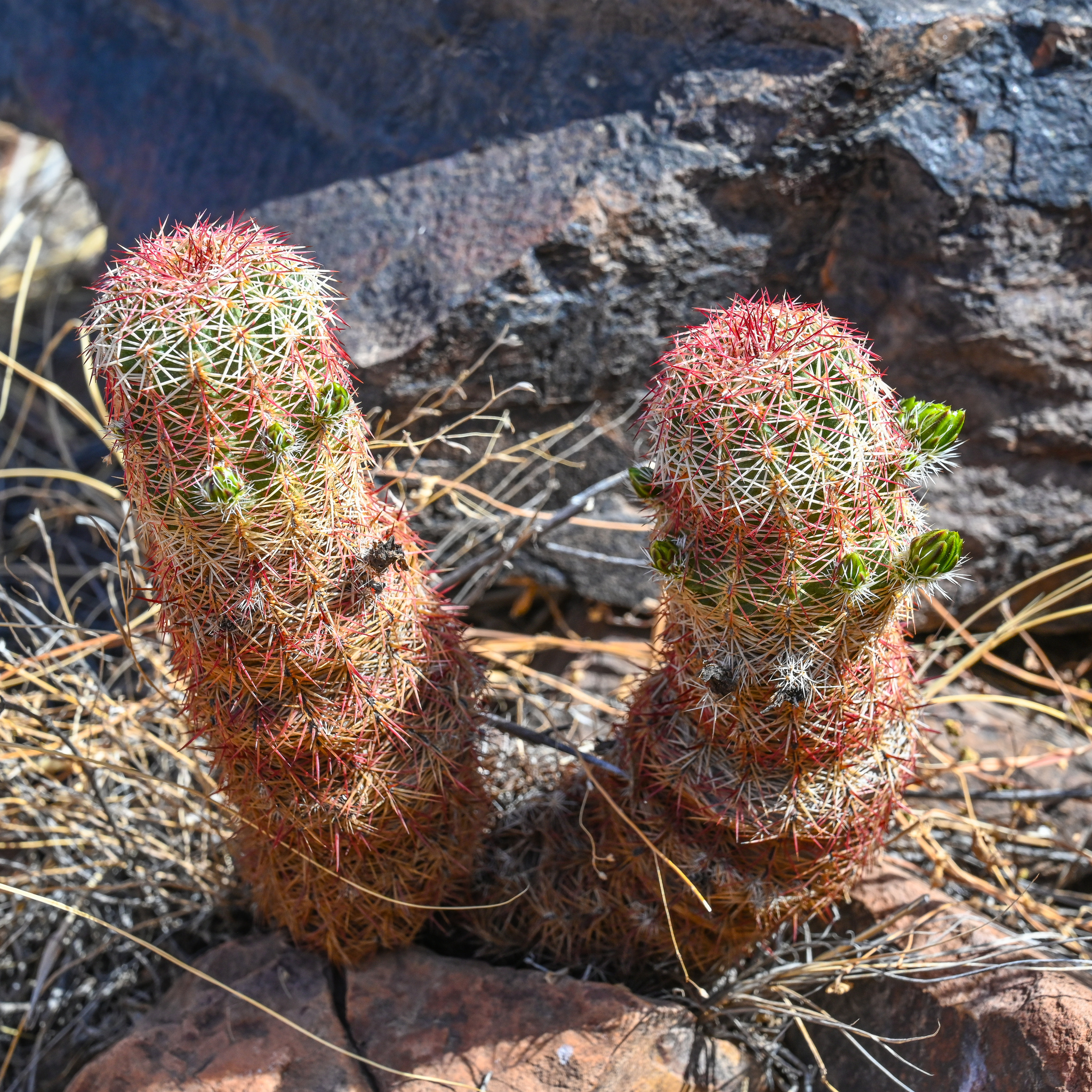
Vista de la planta

Echinocereus chloranthus es una especie de cactus que crece por lo general de forma solitaria. En ejemplares más viejos puede desarrollar una ramificación limitada, con hasta 10 o más tallos. Tiene forma cilíndrica y erecta, con una altura que varía entre 8 y 30 cm y un diámetro de 2,5 a 7,5 cm. Su epidermis es de color verde oscuro y las raíces son fibrosas y ramificadas.
Presenta entre 10 y 18 costillas ligeramente tuberculadas, de 0,5 a 1,5 cm de ancho y de 0,4 a 0,8 cm de alto. Las areolas, redondas u ovaladas, miden de 3 a 5 mm de largo y se disponen a intervalos de 5 a 10 mm. Solo las areolas cercanas al ápice del tallo presentan lana blanca y corta en abundancia. Las areolas floríferas conservan un mechón de lana visible incluso después de la caída de la flor o del fruto.
Las espinas pueden presentar tonalidades rojas, amarillas, rosadas, blancas o marrones, generalmente con la punta más oscura. La planta suele mostrar de 2 a 6 espinas centrales, que pueden faltar en algunos ejemplares. Estas espinas miden entre 0,5 y 3 cm y pueden ser rectas o ligeramente curvadas. También posee de 14 a 26 espinas radiales, de 0,6 a 1,5 cm, dispuestas contra el tallo y extendidas hacia fuera.

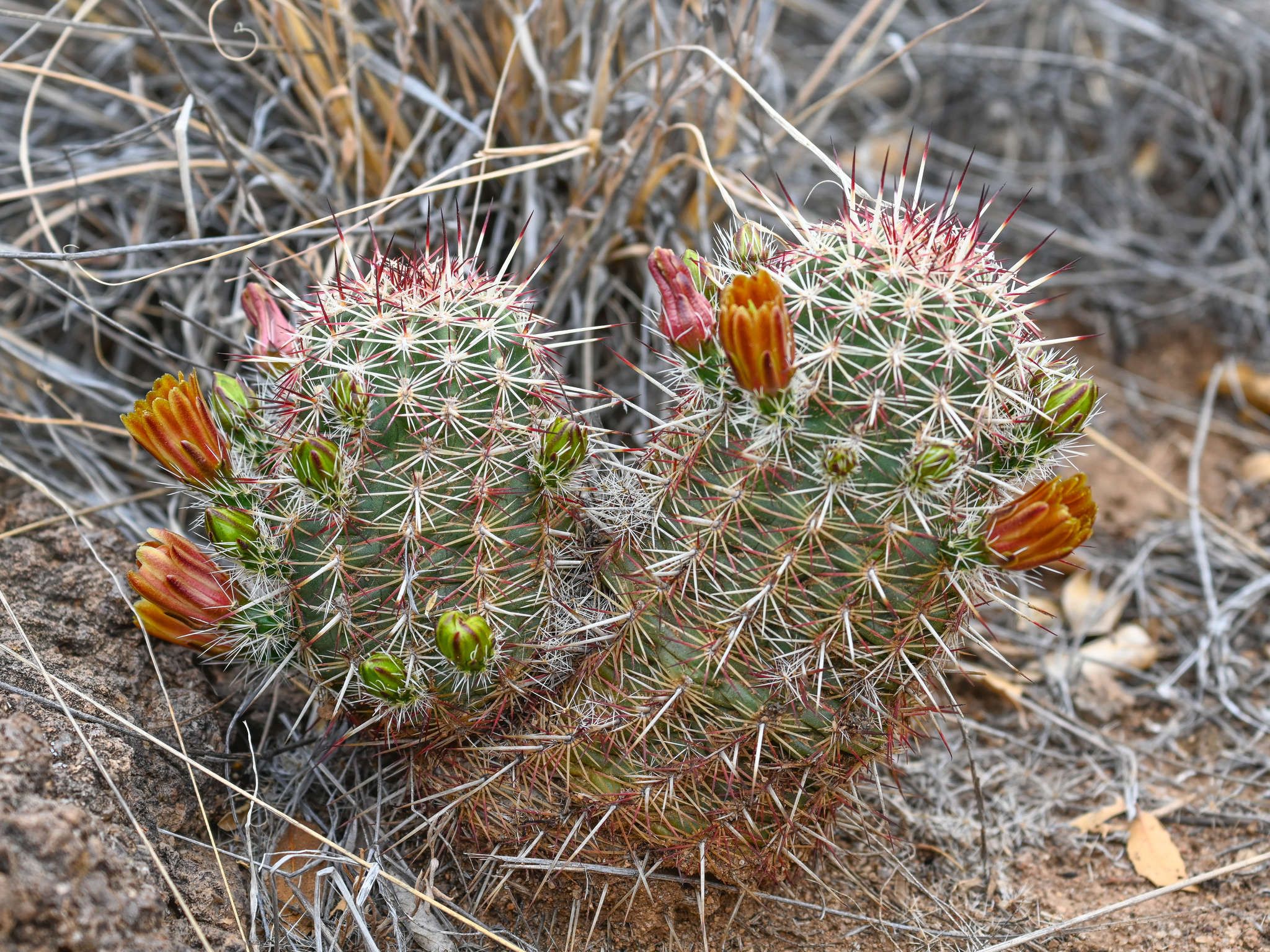
Planta en floración

Las flores tienen forma de embudo corto y, por lo general, no se abren completamente, salvo en ejemplares cultivados. Carecen de aroma en la mayoría de los casos. Su color varía entre verde oscuro, verde amarillento, verde bronce, marrón y marrón chocolate, a veces con franjas centrales más oscuras. Miden de 2 a 3,5 cm de largo y entre 1,5 y 2,5 cm de diámetro. La yema floral, espinosa y redondeada, va del verde al marrón rojizo.
El tubo floral mide entre 0,5 y 1,2 cm de largo. El ovario entre 0,5 y 0,8 cm, y posee areolas con 4 a 12 espinas blancas de 0,5 a 1,2 cm. Los pétalos alcanzan de 1,8 a 2,5 cm de largo y de 0,2 a 0,4 cm de ancho. La cámara de néctar mide entre 1 y 2 mm. Los estambres presentan filamentos blancos de 1 a 2 cm y anteras de color crema a amarillo. El estilo mide de 1 a 2 cm y es blanco verdoso. El estigma tiene de 8 a 10 lóbulos de hasta 6 mm de largo, de color verde oscuro.
Los frutos son redondos y maduran en aproximadamente 2 meses. Miden de 0,9 a 1,2 cm de largo y de 0,5 a 1,2 cm de diámetro. Presentan una tonalidad verde con matices rojizos y color berenjena. Su pulpa, de aroma dulce, puede ser blanca, rosada o roja. Los frutos se secan al madurar y, en ocasiones, se abren parcialmente. Contienen semillas negras de 1 a 1,2 mm de longitud, con la testa perforada y recubierta por verrugas poco marcadas.
Especies similares
Esta especie se confunde con frecuencia con Echinocereus viridiflorus. Sin embargo, presenta algunas diferencias morfológicas que permiten distinguirlas. E. chloranthus suele tener un crecimiento más alargado y un aspecto más erizado. Sus espinas centrales inferiores son más largas y curvadas, y las flores brotan más abajo en el tallo, por lo general por debajo de la mitad de la planta.

## Distribución y hábitat

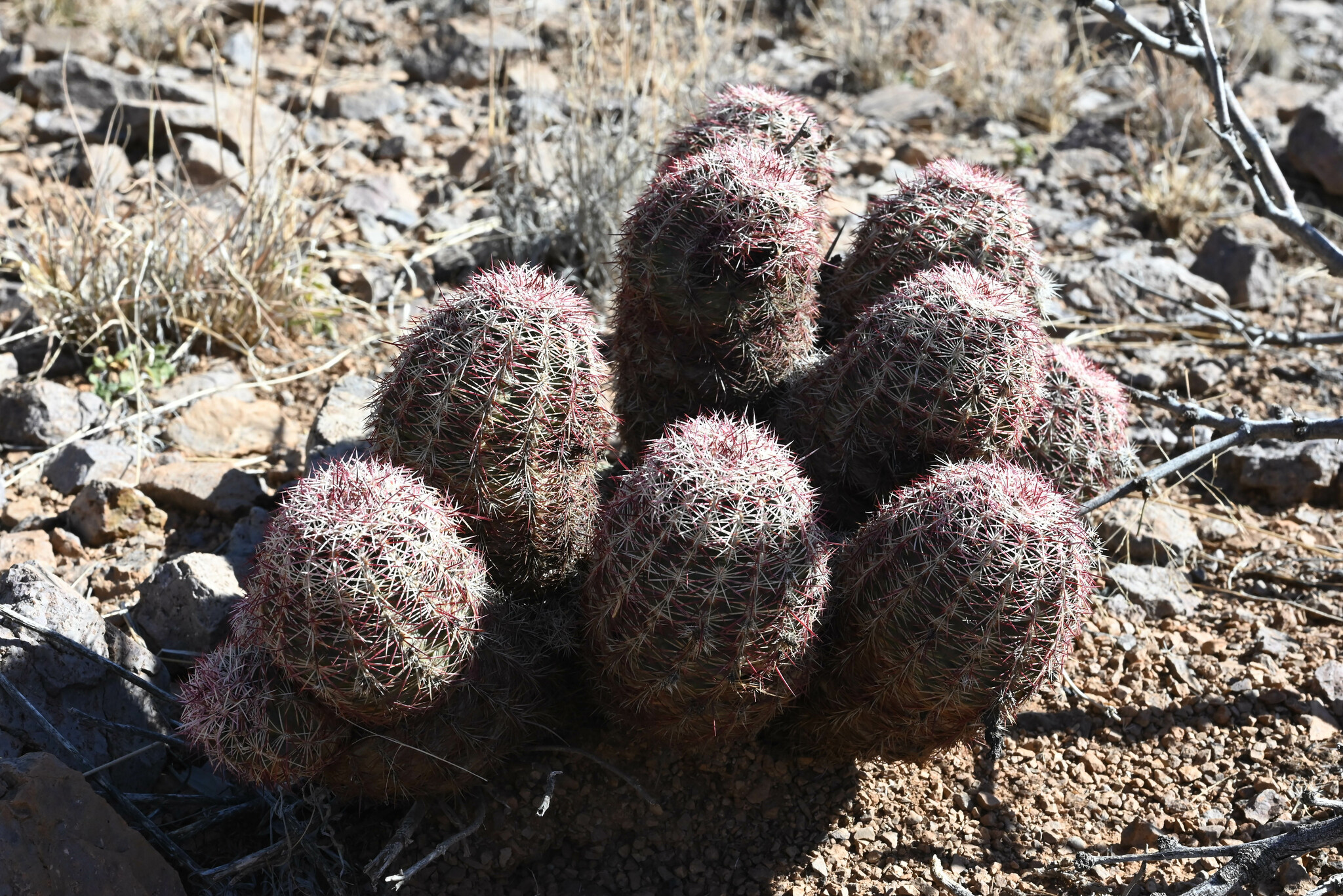
Planta creciendo en grupo

El área de distribución nativa de esta especie abarca desde el sur de Estados Unidos (concretamente en los estados de Arizona, Nuevo México y Texas) hasta el noreste de México (concretamente en el estado de Chihuahua).
Habita principalmente en biomas desérticos o de matorral seco y crece sobre suelos ígneos y sedimentarios, a altitudes que oscilan entre los 1200 y los 1600 metros sobre el nivel del mar. Se encuentra frecuentemente junto con Pelecyphora vivipara.

## Taxonomía
La primera descripción de esta especie fue como Cereus chloranthus, publicada en 1856 por el botánico alemán George Engelmann en la revista científica Proceedings of the American Academy of Arts and Sciences 3: 278–279.
Más tarde, el botánico alemán Friedrich Adolph Haage trasladó la especie al género Echinocereus, por lo que pasó a llamarse Echinocereus chloranthus. Registró estos cambios en el catálogo Preis-Verzeichniss über Cacteen und Succulenten 1859:19, publicado en 1859.
Etimología
- Echinocereus: nombre genérico formado a partir de las palabras latinas ĕchīnus (que significa ‘erizo’) y cereus (que se traduce como 'vela' o 'cirio'), en alusión a los tallos cortos, columnares y espinosos que presentan las especies de este género.[8]
- chloranthus: epíteto específico formado a partir de las palabras griegas chlōros (que significa 'amarillo verdoso', 'verde pálido') y anthos (que significa 'flor'), en alusión al color amarillo verdoso de las flores de esta especie.[9]

### Subespecies
Actualmente se distinguen dos subespecies:
| Imagen | Subespecie                                                        | Descripción | Distribución                                    |
| ------ | ----------------------------------------------------------------- | --- | ----------------------------------------------- |
|        | Echinocereus chloranthus subsp. chloranthus                       | Planta erizada con las espinas rojas, amarillas, rosadas, blancas o marrones, generalmente con la punta más oscura. | Arizona, Noreste de México, Nuevo México, Texas |
|        | Echinocereus chloranthus subsp. rhyolithensis W.Blum y Mich.Lange | Planta erizada con las espinas rojas.                                                                               | Sureste de Arizona                              |

Sinonimia
- Sinónimos de Echinocereus chloranthus subsp. chloranthus:[10]
  - Cereus viridiflorus var. cylindricus Engelm., 1856
  - Echinocereus chloranthus subsp. cylindricus (Engelm.) W.Blum & Mich.Lange, 1998
  - Echinocereus chloranthus var. cylindricus (Engelm.) N.P.Taylor, 1984
  - Echinocereus russanthus subsp. weedinii Leuck. ex W.Blum & Mich.Lange, 1998
  - Echinocereus viridiflorus subsp. cylindricus (Engelm.) N.P.Taylor, 1997
  - Echinocereus viridiflorus var. cylindricus (Engelm.) Rümpler, 1885
  - Echinocereus viridiflorus var. weedinii (Leuck. ex W.Blum & Mich.Lange) A.D.Zimmerman, 2004
- Sinónimos de Echinocereus chloranthus subsp. rhyolithensis:[11] (no tiene)

## Usos

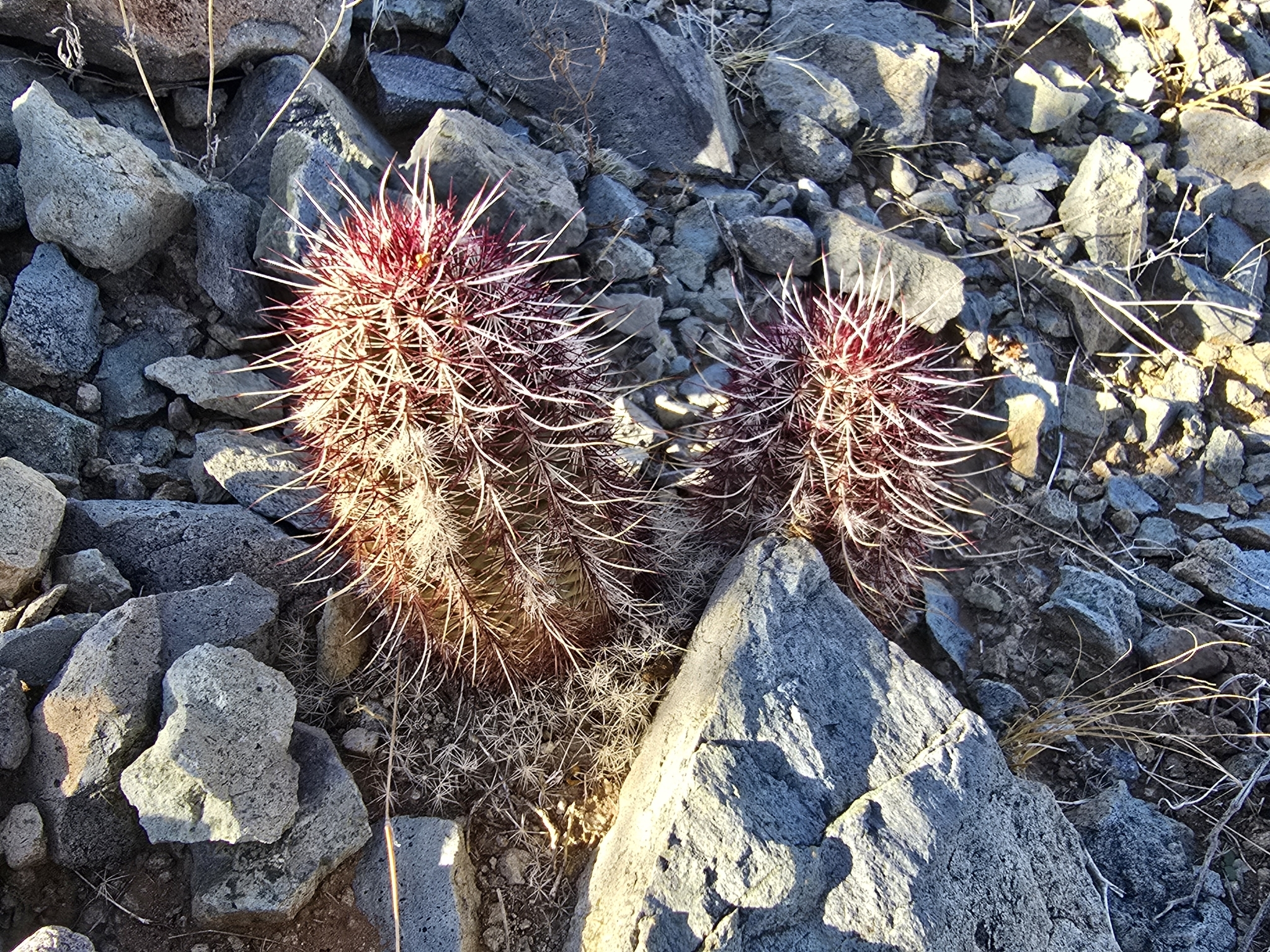
Planta en su hábitat

Echinocereus chloranthus se cultiva como planta ornamental y florece con regularidad cuando pasa por un periodo de reposo invernal. Requiere un sustrato mineral bien drenado, con poca materia orgánica. Tolera el trasplante cada dos o tres años y necesita una maceta profunda para el desarrollo de su raíz. Por su sensibilidad a la pudrición, conviene utilizar un sustrato muy poroso y una maceta con buen drenaje.
Tolera riegos moderados de marzo a octubre y debe mantenerse completamente seco en invierno, a temperaturas entre 5 y 15 °C. La humedad excesiva, tanto en el suelo como en el ambiente, puede dañarlo. Si recibe demasiada agua y poca luz, pierde su forma compacta característica. En exterior, crece con sol brillante, luz filtrada o sombra parcial por la tarde. En interior, requiere luz intensa y algo de sol directo. Con buena iluminación, la planta adquiere un tono bronceado que favorece la floración y la formación de espinas.
Resiste temperaturas de hasta −10 °C durante cortos periodos si se mantiene seco y en ambiente fresco. Durante la fase de crecimiento, responde bien a fertilizantes ricos en potasio y fósforo, con bajo contenido de nitrógeno, para evitar que los tejidos se ablanden. En condiciones adecuadas, no presenta plagas graves. Sin embargo, puede sufrir ataques de araña roja, cochinillas aéreas o subterráneas y problemas de pudrición por exceso de humedad. Un cultivo en sustrato mineral, con buena ventilación y exposición solar, reduce significativamente estos riesgos.